# María del Carmen Aquino
María del Carmen Aquino Rotundo (* 30. März 1942 in Paysandú, Uruguay) ist eine uruguayische Schriftstellerin und Journalistin.
Die in Paysandú lebende Buchhalterin Aquino ist zweifache Mutter. Sie gründete S.O.S. Paysandú, eine Organisation, die sich mit häuslicher Gewalt gegen Frauen und Kinder befasst. Zudem ist sie Mitbegründerin des Mesa Intersectorial de Cooperativa de Paysandú (MIC). Aquino, die zeitweise als Journalistin für den Hörfunk arbeitete, wirkte an diversen Buchveröffentlichungen mit. Ihr erster eigener Gedichtband erschien im Jahr 2000 unter dem Titel Canción lejena.

## Veröffentlichungen (Auszug)
- 1994: Taller Literario de Paysandú, als Co-Autor
- 1995: La chimenea roja, als Co-Autor
- 1997: A las siete P.M., als Co-Autor
- 1998: Versos con sueño, als Co-Autor
- 2000: Canción lejena

## Auszeichnungen
- 1986: Gewinnerin des Poesie-Wettbewerbs der Tageszeitung El Telégrafo